# HEPN1
HEPN1‏ (Hepatocellular carcinoma, down-regulated 1) هوَ بروتين يُشَفر بواسطة جين HEPN1 في الإنسان.